# Selles-sur-Nahon
Selles-sur-Nahon è un comune francese di 66 abitanti situato nel dipartimento dell'Indre nella regione del Centro-Valle della Loira.

## Società

### Evoluzione demografica
Abitanti censiti